# Sola (Nina Zilli)
Sola è un singolo della cantautrice italiana Nina Zilli, pubblicato l'11 febbraio 2015 come primo singolo estratto dal terzo album, Frasi & fumo.
Il brano è stato presentato al Festival di Sanremo 2015, classificandosi al 9º posto nella classifica della sezione Campioni.

## Il video
Il videoclip, girato dal regista Alex Infascelli, è stato pubblicato in anteprima sul sito web di Vanity Fair e in seguito su Vevo. Nel video si vede Nina Zilli lasciare una festa e chiudersi in un bagno, "sola", per l'appunto. Lì inizia a spogliarsi e a toccarsi, lasciandosi andare a carezze e sospiri, per una celebrazione dell'autoerotismo e dell'orgasmo femminile. La cantautrice a proposito del video dichiara: «Sentirsi soli fa male, ma è proprio l'incontro con noi stessi che ci permette di andare avanti. Ovviamente il processo è crudo e doloroso perché in questo faccia a faccia le bugie non sono ammesse, è qui che serve il coraggio. Volevo che uscisse proprio questo nel video, il coraggio che ci vuole per vivere la vita da soli e volevo un momento di solitudine positiva e universale. Alex ha avuto l'idea geniale, non credo che ci sia un attimo migliore per rendere tutto questo».

## Classifiche
| Classifica (2015)         | Posizione massima |
| ------------------------- | ----------------- |
| Italia                    | 53                |
| Italia (airplay)          | 37                |
| Italia (airplay italiane) | 21                |